# Audrey Brown
Audrey Kathleen Kilner Brown-Court, angleška atletinja, * 24. maj 1913, Bankura, Britanska Indija, Združeno kraljestvo, † 11. junij 2005, Manchester, Anglija.
Nastopila je na olimpijskih igrah leta 1936 ter osvojila srebrno medaljo v štafeti 4x100 m, v teku na 100 m je izpadla v prvem krogu.
Tudi njena sestra Ralph Kilner Brown in brat Godfrey Brown sta bila atleta.